# 埼玉県内の通り
埼玉県内の通り（さいたまけんないのとおり）は、埼玉県内において名称の付けられている通りの一覧である。

## 市

### 政令市・中核市・特例市
さいたま市内の通り
- さいたま市内の通りを参照。

川越市内の通り
- 川越市内の通りを参照。

川口市内の通り
- オートレース通り
- 環状線通り
- けやき通り
- グリーンセンター通り
- 芝本町通り
- 市民プール通り
- たたら荘前通り
- 西川口陸橋通り
- 前川観音通り
- 前川中央通り

越谷市内の通り
- 茜通り
- 蒲生中央通り
- さんがさくら通り
- 中川通り
- 七左々門通り
- 登戸宮前通り
- 富士宮通り
- レイクタウン中央通り
- レイクタウン西通り

熊谷市内の通り
- 北大通り
- 市役所通り
- 第2北大通線
- 星川通り
- ラグビーロード

所沢市内の通り
- 牛沼小通り
- オリンピック道路
- 学園通り
- カルチャーパーク通り
- 航空公園通り
- 新所沢跨道橋通り
- 多見院通り
- 所沢駅西口通り
- 所沢陸橋通り
- 並木通り
- はばたき通り
- 東所沢駅前通り
- 飛行機新道
- 松葉通り
- 元町通り

春日部市内の通り
- かすかべ大通り（埼玉県道2号さいたま春日部線）
- 市役所通り
- 陸橋通り
- ハクレン通り
- ふじ通り
- ユリノキ通り

草加市内の通り
- 草加市内の通りを参照。

### その他の市
行田市の通り
- 忍城通り
- 小沼橋通り
- 古墳通り（埼玉県道77号行田蓮田線）
- 公園通り
- 八幡通り
- みずしろ通り

秩父市の通り
- 西武秩父仲見世通り
- 番場通り

飯能市の通り
- 美杉台通り
- 富士見通り
- 八高通り
- 東口通り

加須市の通り
- やぐるま街道

本庄市の通り
- 二本松通り
- 銀座通り

東松山市の通り
狭山市の通り
- 狭山台大通り
- 狭山中央通り
- 七夕通り
- つつじ通り（埼玉県道227号狭山市停車場線）

羽生市の通り
- 旭町文化通り
- はなみずき通り
- プラザ通り

鴻巣市の通り
- けやき通り（埼玉県道136号鴻巣停車場線）
- このうとり通り
- 中央通り
- なのはな通り
- フラワー通り
- ふれあい通り
- 免許センター通り

深谷市の通り
- 駅通り
- 市役所西通り
- 城址公園通り
- 中央通り

上尾市の通り
- 淺間通り
- BS通り（埼玉県道323号上尾環状線）
- 泉が丘通り
- 市民体育館通り
- 市役所通り
- 並木通り
- ニッサン通り（埼玉県道51号川越上尾線）
- はなみずき通り
- べにばな通り（埼玉県道323号上尾環状線）

蕨市の通り
- 要害通り
- 一本杉通り
- 下蕨通り
- 三和中央通り
- 西仲通り

戸田市の通り
- オリンピック通り（東京都道・埼玉県道68号練馬川口線）
- 中央通り
- 新曽つつじ通り
- 北大通り
- 五差路通り

入間市の通り
- いちょう通り
- 町屋通り
- 会館通り
- 花みずき通り
- けやき通り
- 富士見通り
- けやき通り
- 茶どころ通り
- 安川通り

朝霞市の通り
- 浜崎通り
- 中央通り
- 三原通り

志木市の通り
- いろは通り（埼玉県道・東京都道40号さいたま東村山線）
- あきはね通り
- 本町通り

和光市の通り
- 笹目通り
- 白子宿通り
- 桃手通り
- 越後山通り
- 天王様の坂
- 牛房通り

新座市の通り
- 市場坂通り

桶川市の通り
- あかしや通り
- はなみずき通り

久喜市の通り
- 大門通り
- 提灯祭り通り
- 六間通り
- 愛宕通り
- いちょう通り
- 理科大通り

北本市の通り
- 三軒茶屋通り
- 高尾通り
- 西中央通り
- 南小通り

八潮市の通り
- 青葉通り
- 潮止通り
- 大正通り

富士見市の通り
- 学園通り
- 水子楓通り

三郷市の通り
- 早稲田中央通り
- 武蔵野線通り
- 中央通り

蓮田市の通り
- のくぼ通り
- 椿山通り
- 城沼公園通り
- 今宮けやき通り
- 西城並木通り
- 西新宿並木通り

坂戸市の通り
- 脚折けやき通り

幸手市の通り
- 東さくら通り

鶴ヶ島市の通り
- 川鶴けやき通り

日高市の通り
- カワセミ街道
- 市役所通り
- 高校通り
- もくせい通り

吉川市の通り
- けやき通り
- さくら通り（東京都道・埼玉県道67号葛飾吉川松伏線）

ふじみ野市の通り
- 上福岡本通り
- コミュニティ通り
- 桜通り
- 中央通り

白岡市の通り

## 町村

### 北足立郡
伊奈町の通り
- 青葉通り
- いな穂街道
- 学園通り
- 図書館通り
- 栄中央通り

### 入間郡
三芳町の通り
- 永久保通り
- けやき並木通り
- 地蔵通り

毛呂山町の通り
越生町の通り

### 比企郡
滑川町の通り
嵐山町の通り
小川町の通り
- 花水木通り（埼玉県道189号小川町停車場線）
- 役場通り

川島町の通り
- かわじま中央通り
- さくら通り
- つばさ・みらい通り
- みどりの道

吉見町の通り
鳩山町の通り
ときがわ町の通り

### 秩父郡
横瀬町の通り
皆野町の通り
長瀞町の通り
小鹿野町の通り
東秩父村の通り

### 児玉郡
美里町の通り
神川町の通り
上里町の通り

### 大里郡
寄居町の通り
- 天沼通り

### 南埼玉郡
宮代町の通り

### 北葛飾郡
杉戸町の通り
松伏町の通り
- エローラ通り
- 田中通り
- ゆめみ野通り